# Kanadská hokejová reprezentace do 20 let

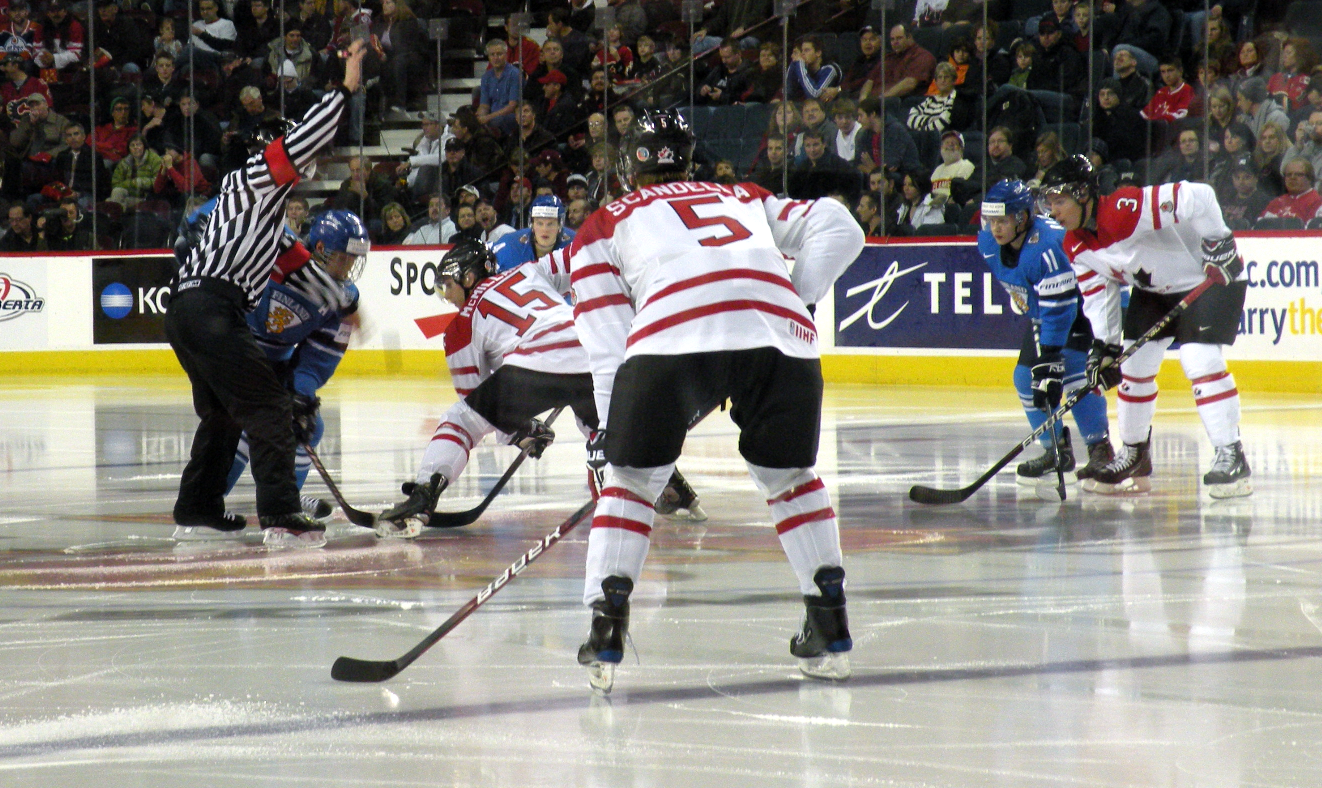
Buly v přátelském utkání juniorských reprezentací Finska a Kanady v roce 2009, hrálo se v Calgary

Kanadská hokejová reprezentace do 20 let je výběrem nejlepších kanadských hráčů ledního hokeje v této věkové kategorii. Po celou existenci juniorského mistrovství světa je jeho účastníkem a s 19 mistrovskými tituly je nejúspěšnější celek v historii. Mimo 19 triumfů získala 10 stříbrných a 5 bronzových medailí.

## Účast namistrovství světa
Neoficiální ročníky
| MS       | Místo konání                                                | Umístění         |
| -------- | ----------------------------------------------------------- | ---------------- |
| MSJ 1974 | SSSR (Leningrad)                                            | Bronzová medaile |
| MSJ 1975 | Kanada (Winnipeg, Brandon) a USA (Minneapolis, Bloomington) | Stříbrná medaile |
| MSJ 1976 | Finsko (Tampere, Turku, Pori, Rauma)                        | Stříbrná medaile |

Oficiální turnaje
| MS       | Místo konání                                                                       | Umístění                         |
| -------- | ---------------------------------------------------------------------------------- | -------------------------------- |
| MSJ 1977 | Československo (Banská Bystrica, Zvolen)                                           | Stříbrná medaile                 |
| MSJ 1978 | Kanada (Montréal, Québec, Hull)                                                    | Bronzová medaile                 |
| MSJ 1979 | Švédsko (Karlstad, Karlskoga)                                                      | 5. místo                         |
| MSJ 1980 | Finsko (Helsinky, Vantaa)                                                          | 5. místo                         |
| MSJ 1981 | Západní Německo (Füssen, Kaufbeuren, Augsburg, Landsberg, Kempten, Oberstdorf)     | 7. místo                         |
| MSJ 1982 | USA (New Ulm, Rochester, Duluth, Minneapolis) a Kanada (Winnipeg, Kenora, Brandon) | Zlatá medaile                    |
| MSJ 1983 | SSSR (Leningrad)                                                                   | Bronzová medaile                 |
| MSJ 1984 | Švédsko (Norrköping, Nyköping)                                                     | 4. místo                         |
| MSJ 1985 | Finsko (Helsinky, Turku, Vantaa, Espoo)                                            | Zlatá medaile                    |
| MSJ 1986 | Kanada (Hamilton)                                                                  | Stříbrná medaile                 |
| MSJ 1987 | Československo (Piešťany, Nitra, Trenčín, Topoľčany)                               | diskvalifikace za rvačku se SSSR |
| MSJ 1988 | SSSR (Moskva)                                                                      | Zlatá medaile                    |
| MSJ 1989 | USA (Anchorage)                                                                    | 4. místo                         |
| MSJ 1990 | Finsko (Helsinky, Turku, Kauniainen, Kerava)                                       | Zlatá medaile                    |
| MSJ 1991 | Kanada (Saskatoon, Regina)                                                         | Zlatá medaile                    |
| MSJ 1992 | Německo (Füssen, Kaufbeuren)                                                       | 6. místo                         |
| MSJ 1993 | Švédsko (Gävle, Falun, Uppsala, Bollnäs )                                          | Zlatá medaile                    |
| MSJ 1994 | Česko (Ostrava, Frýdek-Místek)                                                     | Zlatá medaile                    |
| MSJ 1995 | Kanada (Red Deer, Calgary, Edmonton)                                               | Zlatá medaile                    |
| MSJ 1996 | USA (Boston, Amherst, Marlboro)                                                    | Zlatá medaile                    |
| MSJ 1997 | Švýcarsko (Ženeva, Morges)                                                         | Zlatá medaile                    |
| MSJ 1998 | Finsko (Helsinky, Hämeenlinna)                                                     | 8. místo                         |
| MSJ 1999 | Kanada (Winnipeg, Brandon)                                                         | Stříbrná medaile                 |
| MSJ 2000 | Švédsko (Skellefteå, Umeå)                                                         | Bronzová medaile                 |
| MSJ 2001 | Rusko (Moskva, Podolsk)                                                            | Bronzová medaile                 |
| MSJ 2002 | Česko (Pardubice, Hradec Králové)                                                  | Stříbrná medaile                 |
| MSJ 2003 | Kanada (Halifax, Sydney)                                                           | Stříbrná medaile                 |
| MSJ 2004 | Finsko (Helsinky, Hämeenlinna )                                                    | Stříbrná medaile                 |
| MSJ 2005 | USA (Grand Forks, Thief River Falls)                                               | Zlatá medaile                    |
| MSJ 2006 | Kanada (Vancouver, Kelowna, Kamloops)                                              | Zlatá medaile                    |
| MSJ 2007 | Švédsko (Leksand, Mora)                                                            | Zlatá medaile                    |
| MSJ 2008 | Česko (Pardubice, Liberec)                                                         | Zlatá medaile                    |
| MSJ 2009 | Kanada (Ottawa)                                                                    | Zlatá medaile                    |
| MSJ 2010 | Kanada (Saskatoon, Regina)                                                         | Stříbrná medaile                 |
| MSJ 2011 | USA (Buffalo)                                                                      | Stříbrná medaile                 |
| MSJ 2012 | Kanada (Calgary, Edmonton)                                                         | Bronzová medaile                 |
| MSJ 2013 | Rusko (Ufa)                                                                        | 4. místo                         |
| MSJ 2014 | Švédsko (Malmö)                                                                    | 4. místo                         |
| MSJ 2015 | Kanada (Toronto, Montreal)                                                         | Zlatá medaile                    |
| MSJ 2016 | Finsko (Helsinky)                                                                  | 6. místo                         |
| MSJ 2017 | Kanada (Montreal, Toronto)                                                         | Stříbrná medaile                 |
| MSJ 2018 | USA (Buffalo)                                                                      | Zlatá medaile                    |
| MSJ 2019 | Kanada (Vancouver, Victoria)                                                       | 6. místo                         |
| MSJ 2020 | Česko (Ostrava, Třinec)                                                            | Zlatá medaile                    |
| MSJ 2021 | Kanada (Edmonton)                                                                  | Stříbrná medaile                 |
| MSJ 2022 | Kanada (Edmonton, Red Deer)                                                        | Zlatá medaile                    |
| MSJ 2023 | Kanada (Halifax, Moncton)                                                          | Zlatá medaile                    |
| MSJ 2024 | Švédsko (Göteborg)                                                                 | 5. místo                         |
| MSJ 2025 | Kanada (Ottawa)                                                                    | 5. místo                         |

## Zlaté výběry
1982  Mike Moffat, Frank Caprice – Garth Butcher, Paul Boutillier, Carey Wilson, James Patrick, Gord Kluzak, Randy Moller – Mike Moller, Dave Morrison, Mark Morrison, Pierre Rioux, Bruce Eakin, Todd Strueby, Mark Habscheid, Scott Arniel, Paul Cyr, Gary Nylund,  Moe Lemay, Troy Murray
1985  Craig Billington, Norm Foster – Brad Berry, John Miner, Bobby Dollas, Selmar Odelein, Yves Beaudoin, Jeff Beukeboom – Wendel Clark, Brian Bradley, Shayne Corson, Greg Johnston, Adam Creighton, Jeff Jackson, Bob Bassen, Dan Hodgson, Claude Lemieux, Stéphane Richer, Dan Gratton, Jim Sandlak
1988  Jeff Hackett, Jimmy Waite – Éric Desjardins, Greg Hawgood, Chris Joseph, Marc Laniel, Wayne McBean, Scott McCrady – Warren Babe, Rob Brown, Dan Currie, Rob DiMaio, Theoren Fleury, Adam Graves, Jody Hull, Sheldon Kennedy, Trevor Linden, Mark Pederson, Mark Recchi, Joe Sakic
1990  Stéphane Fiset, Trevor Kidd – Patrice Brisebois, Kevin Haller, Dan Ratushny, Stewart Malgunas, Jason Herter, Adrien Plavsic – Dave Chyzowski, Mike Needham, Mike Ricci, Dwayne Norris, Stu Barnes, Wes Walz, Eric Lindros, Mike Craig, Kent Manderville, Scott Pellerin, Steven Rice, Kris Draper
1991  Trevor Kidd, Félix Potvin – Patrice Brisebois, Chris Snell, Jason Marshall, John Slaney, Karl Dykhuis, David Harlock, Scott Niedermayer – Eric Lindros, Dale Craigwell, Kent Manderville, Greg Johnson, Mike Sillinger, Pierre Sévigny, Pat Falloon, Steve Rice, Scott Thornton, Kris Draper, Mike Craig, Martin Lapointe, Brad May
1993  Manny Legace, Philippe De Rouville – Mike Rathje, Chris Pronger, Jason Smith, Brent Tully, Darcy Werenka, Adrian Aucoin, Joël Bouchard – Martin Lapointe, Paul Kariya, Martin Gendron, Jeff Shantz, Tyler Wright, Jason Dawe, Alexandre Daigle, Ralph Intranuovo, Jeff Bes, Nathan LaFayette, Chris Gratton, Rob Niedermayer, Dean McAmmond
1994  Jamie Storr, Manny Fernandez – Nick Stajduhar, Drew Bannister, Brendan Witt, Brent Tully, Bryan McCabe, Chris Armstrong, Joël Bouchard – Jason Allison, Todd Harvey, Jeff Friesen, Michael Peca, Anson Carter, Aaron Gavey, Brandon Convery, Jason Botterill, Curtis Bowen, Marty Murray, Rick Girard, Yanick Dubé, Martin Gendron
1995  Jamie Storr, Dan Cloutier – Jamie Rivers, Wade Redden, Ed Jovanovski, Lee Sorochan, Bryan McCabe, Nolan Baumgartner, Chad Allan – Shean Donovan, Denis Pederson, Darcy Tucker, Larry Courville, Todd Harvey, Jeff O’Neill, Ryan Smyth, Jason Botterill, Jeff Friesen, Alexandre Daigle, Éric Dazé, Jason Allison, Marty Murray
1996  José Théodore, Marc Denis – Jason Holland, Denis Gauthier, Nolan Baumgartner, Wade Redden, Chad Allan, Chris Phillips, Rhett Warrener – Jarome Iginla, Christian Dubé, Daymond Langkow, Alyn McCauley, Jason Podollan, Hnat Domenichelli, Jason Botterill, Robb Gordon, Jamie Wright, Mike Watt, Brad Larsen, Curtis Brown, Craig Mills
1997  Marc Denis, Martin Biron – Jason Doig, Chris Phillips, Richard Jackman, Cory Sarich, Hugh Hamilton, Jeff Ware, Jesse Wallin – Alyn McCauley, Brad Larsen, Boyd Devereaux, Peter Schaefer, Trevor Letowski, Brad Isbister, Christian Dubé, Cameron Mann, Daniel Brière, Joe Thornton, Trent Whitfield, Shane Willis, Dwayne Hay
2005  Rejean Beauchemin, Jeff Glass – Cam Barker, Shawn Belle,Braydon Coburn, Dion Phaneuf, Brent Seabrook, Danny Syvret, Shea Weber – Patrice Bergeron, Jeff Carter,  Jeremy Colliton, Sidney Crosby, Nigel Dawes, Stephen Dixon, Colin Fraser, Ryan Getzlaf, Andrew Ladd, Clarke MacArthur, Corey Perry, Mike Richards, Anthony Stewart
2006  Devan Dubnyk, Justin Pogge – Cam Barker, Luc Bourdon, Kris Letang, Ryan Parent, Sasha Pokulok, Kris Russell, Marc Staal  – Dan Bertram, Michael Blunden, Dave Bolland, Dustin Boyd, Kyle Chipchura, Andrew Cogliano, Blake Comeau, Steve Downie,  Guillaume Latendresse, Ryan O’Marra, Benoît Pouliot, Tom Pyatt, Jonathan Toews
2007  Leland Irving, Carey Price – Karl Alzner, Luc Bourdon, Cody Franson, Kris Letang, Ryan Parent, Kris Russell, Marc Staal – Dan Bertram, Marc-André Cliche, Andrew Cogliano, Steve Downie, Sam Gagner, Darren Helm, Bryan Little, Kenndal McArdle, Brad Marchand, James Neal, Ryan O’Marra, Tom Pyatt,  Jonathan Toews
2008  Jonathan Bernier, Steve Mason – Karl Alzner, Drew Doughty, Josh Godfrey, Thomas Hickey, Logan Pyett, Luke Schenn, P. K. Subban – Zach Boychuk, Colton Gillies, Claude Giroux, Matthew Halischuk, Riley Holzapfel, Stefan Legein, Brad Marchand, Shawn Matthias, Wayne Simmonds, Steven Stamkos, Brandon Sutter, John Tavares, Kyle Turris
2009  Chet Pickard, Dustin Tokarski – Keith Aulie, Ryan Ellis, Cody Goloubef, Thomas Hickey, Tyler Myers, Alex Pietrangelo, P. K. Subban, Colten Teubert  – Jamie Benn, Zach Boychuk, Patrice Cormier, Chris DiDomenico, Stefan Della Rovere, Jordan Eberle, Tyler Ennis, Angelo Esposito, Cody Hodgson, Evander Kane, Brett Sonne, John Tavares
2015  Eric Comrie, Zach Fucale  – Madison Bowey, Dillon Heatherington, Joe Hicketts, Samuel Morin, Josh Morrissey, Darnell Nurse, Shea Theodore – Lawson Crouse, Max Domi, Anthony Duclair, Robby Fabbri, Frédérik Gauthier, Curtis Lazar, Connor McDavid, Nick Paul, Nic Petan, Brayden Point, Sam Reinhart, Nick Ritchie, Jake Virtanen.
2018  Colton Point, Carter Hart, Jake Bean, Conor Timmins, Callan Foote, Cale Makar, Dante Fabbro, Kale Clague, Victor Mete, Dillon Dube, Jonah Gadjovich, Boris Katchouk, Maxime Comtois, Taylor Raddysh, Tyler Steenbergen, Drake Batherson, Michael McLeod, Brett Howden, Sam Steel, Alex Formenton, Jordán Kyrou, Robert Thomas.
2020  Nico Daws, Joel Hofer, Olivier Rodrigue - Calen Addison, Kevin Bahl, Jacob Bernard-Docker, Bowen Byram, Jamie Drysdale, Jared McIsaac, Ty Smith - Quinton Byfield, Ty Dellandrea, Aidan Dudas, Liam Foudy, Barrett Hayton, Connor McMichael, Akil Thomas, Joe Veleno, Dylan Cozens, Raphaël Lavoie, Nolan Foote, Alexis Lafrenière, Dawson Mercer.
2022  Sebastian Cossa, Dylan Garand - Lukas Cormier, Ethan Del Mastro, Carson Lambos, Ryan O'Rourke, Donovan Sebrango, Ronan Seeley, Jack Thompson, Olen Zellweger - Connor Bedard, Will Cuylle, Elliot Desnoyers, William Dufour, Tyson Foerster, Nathan Gaucher, Ridly Greig, Kent Johnson, Riley Kidney, Mason McTavish, Zack Ostapchuk, Brennan Othmann, Joshua Roy, Logan Stankoven.
2023  Benjamin Gaudreau, Thomas Milic - Nolan Allan, Brandt Clarke, Ethan Del Mastro, Tyson Hinds, Kevin Korchinski, Jack Matier, Olen Zellweger - Caedan Bankier, Connor Bedard, Colton Dach, Zach Dean, Adam Fantilli, Nathan Gaucher, Dylan Guenther, Zack Ostapchuk, Brennan Othmann, Joshua Roy, Reid Schaefer, Logan Stankoven, Shane Wright.

## Hráči ocenění na turnajích MS "20"
- 1977 – Dale McCourt (nejlepší útočník, nejproduktivnější hráč, All star tým)
- 1978 – Wayne Gretzky (nejlepší útočník, nejproduktivnější hráč, All star tým)
- 1982 – Mike Moffat (All star tým), Gord Kluzak (nejlepší obránce, All star tým), Mike Moller (All star tým)
- 1985 – Bobby Dollas (All star tým)
- 1986 – Sylvain Côté(All star tým), Jim Sandlak (nejlepší útočník), Shayne Corson (nejproduktivnější hráč, All star tým)
- 1988 – Jimmy Waite (nejlepší brankář, All star tým), Greg Hawgood (All star tým), Theoren Fleury (All star tým)
- 1990 – Stephane Fiset (nejlepší brankář, All star tým), Dave Chyzowski (All star tým)
- 1991 – Eric Lindros (nejlepší útočník, All star tým), Mike Craig (All star tým)
- 1992 – Scott Niedermayer (All star tým)
- 1993 – Manny Legace (nejlepší brankář, All star tým), Brent Tully (All star tým), Paul Kariya (All star  tým)
- 1994 – Jammie Storr (nejlepší brankář)
- 1995 – Bryan McCabe (nejlepší obránce, All star tým), Marty Murray (nejlepší útočník, nejproduktivnější hráč, All star tým), Jason Allison (All star tým), Éric Dazé (All star tým)
- 1996 – José Théodore (nejlepší brankář, All star tým), Nolan Baumgartner (All star tým), Jarome Iginla (nejlepší útočník, nejproduktivnější hráč, All star tým)
- 1997 – Marc Denis (nejlepší brankář), Chris Phillips (All star tým), Christian Dubé (All star tým)
- 1999 – Roberto Luongo (nejlepší brankář, All star tým), Brian Campbell (All star tým), Daniel Tkaczuk (All star tým)
- 2000 – Mathieu Biron (All star tým)
- 2001 – Jason Spezza (All star tým)
- 2002 – Pascal Leclaire (All star tým), Jay Bouwmeester (All star tým), Mike Cammalleri (nejlepší útočník, nejproduktivnější hráč, All star tým, nejužitečnější hráč)
- 2003 – Marc-André Fleury (nejlepší brankář, All star tým, nejužitečnější hráč), Carlo Colaiacovo (All star tým), Scottie Upshall (All star tým)
- 2004 – Dion Phaneuf (All star tým), Jeff Carter (All star tým), Nigel Dawes (nejproduktivnější hráč)
- 2005 – Dion Phaneuf (nejlepší obránce, All star tým), Jeff Carter (All star tým), Patrice Bergeron (nejproduktivnější hráč, All star tým, nejužitečnější hráč)
- 2006 – Marc Staal (nejlepší obránce), Eric Bourdon (All star tým), Steve Downie (All star tým)
- 2007 – Corey Price (nejlepší brankář, All star tým, nejužitečnější hráč), Kris Letang  (All star tým), Jonathan Toews (All star tým)
- 2008 – Steve Mason (nejlepší brankář, All star tým, nejužitečnější hráč), Drew Doughty (nejlepší obránce, All star tým)
- 2009 – P. K. Subban (All star tým), John Tavares (nejlepší útočník, All star tým, nejužitečnější hráč), Cody Hodgson (nejproduktivnější hráč, All star tým)
- 2010 – Alex Pietrangelo (nejlepší obránce, All star tým), Jordan Eberle (nejlepší útočník, All star tým, nejužitečnější hráč)
- 2011 – Ryan Ellis (nejlepší obránce, All star tým), Brayden Schenn (nejlepší útočník, nejproduktivnější hráč, All star tým, nejužitečnější hráč), Ryan Johansen (All star tým)
- 2012 – Brandon Gormley (nejlepší obránce, All star tým)
- 2013 – Ryan Nugent-Hopkins (nejlepší útočník, nejproduktivnější hráč, All star tým)
- 2014 – Anthony Mantha (All star tým)
- 2015 – Sam Reinhart (nejproduktivnější hráč,  All star tým), Max Domi (nejlepší útočník, All star tým), Josh Morrissey, Connor McDavid (oba All star tým)
- 2017 – Thomas Chabot (nejužitěčnější hráč, nejlepší obránce, All star tým)
- 2018 – Cale Makar (All star tým)
- 2020 – Joel Hofer (nejlepší brankář, All star tým), Alexis Lafrenière (nejlepší útočník, All star tým, nejužitečnější hráč), Barrett Hayton (All star tým)
- 2021 – Devon Levi (nejlepší brankář, All star tým), Bowen Byram, Dylan Cozens (oba All star tým)
- 2022 – Mason McTavish (nejlepší útočník, All star tým, nejproduktivnější hráč, nejužitečnější hráč), Olen Zellweger (All star tým)
- 2023 – Connor Bedard (nejlepší útočník, All star tým, nejproduktivnější hráč, nejužitečnější hráč)

## Individuální rekordy na MSJ

### Celkové
Utkání: 21, čtyři hráči
Góly: 14, Jordan Eberle (2009, 2010)
Asistence: 20, Ryan Ellis (2009, 2010, 2011)
Body: 31, Eric Lindros (1990,1991, 1992)
Trestné minuty: 43, Dion Phaneuf (2004, 2005)
Vychytaná čistá konta: 3, Justin Pogge (2006) a Devon Levi (2021)
Vychytaná vítězství: 8, čtyři brankáři

### Za turnaj
Góly: 10, John Anderson a Dale McCourt (oba 1977)
Asistence: 12, Jason Allison  (1995)
Body: 18, Dale McCourt (1977) a Brayden Schenn (2011)
Trestné minuty: 38, Joe Contini (1977)
Vychytaná čistá konta: 3, Justin Pogge (2006) a Devon Levi (2021)
Vychytaná vítězství: 6, pět brankářů